# Verbindlichkeit (Recht und Moral)
Rechtsverbindlichkeit liegt vor, wenn bei Willenserklärungen oder Rechtsgeschäften aus der Sicht des Empfängers oder der anderen Vertragspartei eine rechtliche Bindungswirkung gewollt ist und Rechtswirksamkeit eintritt. 

## Allgemeines
Die Rechtsverbindlichkeit trägt zur Rechtssicherheit bei. Ein Rechtssystem ist nur dann verbindlich, wenn es sich als freie Vereinbarung der rechtsunterworfenen Rechtssubjekte auffassen lässt. Ein rechtsverbindlicher Rechtsakt verlangt von einem Rechtssubjekt verbindlich ein bestimmtes Verhalten und knüpft an die Nichtbefolgung Sanktionen. Der Vertrag zeichnet sich als rechtsverbindliche Vereinbarung zweifellos durch ein hohes Maß an Rechtssicherheit aus, denn seine Erfüllung kann mit Hilfe der Gerichte oder des Gerichtsvollziehers erzwungen werden. 
In Rechtsgutachten wird auch international unter anderem geprüft, ob Verträge (englisch agreements) rechtsverbindlich (englisch legally binding) sind, also die Vertragsparteien bindend verpflichten.

## Rechtsfragen
Die Rechtsverbindlichkeit von Gesetzen (der Gesetzanwendungsbefehl) tritt mit dem Tag ihres Inkrafttretens ein. Ob sie auch Rechtswirksamkeit (Rechtmäßigkeit oder Rechtswidrigkeit) entfalten, wird hierdurch nicht beantwortet, sondern unterliegt dem Fehlerkalkül. Trotz Rechtswidrigkeit gelten Gesetze, Verordnungen und Bescheide so lange, bis sie durch ein dazu berufenes Gericht oder eine zuständige Behörde aufgehoben werden.
Gemäß § 145 BGB ist derjenige, der einem anderen die Schließung eines Vertrags anträgt, an den Antrag gebunden, wenn er nicht die Gebundenheit ausgeschlossen hat. Sie hat zum Inhalt, dass sich der Erklärende nicht mehr einseitig von seinem Angebot lossagen kann. Es liegt nur noch in der Hand des Empfängers, einen Vertrag durch seine Annahme rechtswirksam zustande zu bringen. Diese Bindungswirkung kann durch Erklärungen ausgeschlossen oder begrenzt werden. Dazu gehören „Angebot freibleibend entsprechend unserer Verfügbarkeit“ (wirksames Angebot mit Widerrufsvorbehalt), „Angebot solange Vorrat reicht“ (Angebot unter der auflösenden Bedingung, dass die Ware im Zeitpunkt der Angebotsannahme vorrätig ist) oder ein mit einer Preisklausel verbundenes Angebot.
Rechtsverbindlich im Sinne einer „rechtsverbindlichen Unterschrift“ sind Unterschriften auf Verträgen oder Urkunden nur dann, wenn die unterzeichnende natürliche Person vertretungsberechtigt für die die Erklärung abgebende juristische Person ist. Das kann durch eine notarielle Beglaubigung (§§ 40, 41 BeurkG) oder Beurkundung (§ 40 BeurkG) bestätigt werden. Ist der geschlossene Vertrag rechtsverbindlich, tritt seine Bindungswirkung ein. Die Bindungswirkung verpflichtet die Vertragsparteien, die durch den Vertrag eingegangenen Pflichten gegen sich gelten zu lassen und diese im Sinne des Vertrages auch zu erfüllen. Ferner spielt die Rechtsverbindlichkeit bei der Gültigkeit einer Zusicherung im Sinne der Rechtskraft (siehe auch Gewährleistung, verbindliche Auskunft) eine Rolle.
Gegensatz sind unverbindliche Absichtserklärungen wie der Letter of Intent oder das Memorandum of Understanding. Sie entfalten allenfalls eine moralische Verpflichtung, die in Schriftform niedergelegte Absicht auch tatsächlich einhalten zu sollen. Eine Rechtspflicht ergibt sich hieraus nicht, auch ist die Verpflichtung nicht einklagbar. Der Vorvertrag dagegen ist zweifellos eine rechtsverbindliche Erklärung, die bei einer Pflichtverletzung der Vertragsparteien zum Schadensersatz nach § 331 BGB, § 280 BGB verpflichtet und stellt eine stärkere Form der rechtlichen Bindung dar. Selbst bei einer rechtsgeschäftlich bindenden Verpflichtungserklärung könne aber „nicht unberücksichtigt bleiben, dass die verwendete Formulierung ‚beabsichtigt‘ eine gewisse Abschwächung und Einschränkung der eingegangenen Verbindlichkeit und rechtlichen Bindung zum Ausdruck bringt.“ Im zitierten Urteil stellte der BGH klar, dass eine Zusage nur für den Regelfall gelte, aber aus triftigem wichtigen Grund hiervon abgesehen werden dürfe.
Nicht rechtsverbindlich sind nichtige, vorerst nicht rechtsverbindlich sind schwebend unwirksame Verträge.

## Rechtliche und moralische Verbindlichkeit
Samuel Stryk teilte 1690 die aus dem römischen Recht stammenden Verbindlichkeiten (lateinisch obligationes) in Naturalobligationen (lateinisch obligationes naturales) und die einklagbaren Verbindlichkeiten (lateinisch obligatio civilis) ein. Zu den ersteren gehörten die Rechtsverbindlichkeiten (lateinisch obligationes plenae) und moralische Verbindlichkeiten (lateinisch obligationes minus plenae). Immanuel Kants Thema war die moralische Verbindlichkeit staatlicher Gesetze und die moralischen Grenzen staatlicher Gesetzgebung. Kant vertrat die Auffassung, dass die materiell-rechtliche Grenze des inneren Moralischen (etwa passiver Widerstand) nicht die formelle äußere Rechtsverbindlichkeit (Landfriedensbruch) aufheben könne.

## Sonstiges
Mehr im moralischen als im rechtlichen Bereich bezeichnet die Verbindlichkeit auch die faktische Geltungskraft von moralischen Regeln (Sitten, Tabus, Ehrenwort). Siehe hierzu auch Verbindlichkeit (Sozialverhalten).